# 薩米特 (密蘇里州)
薩米特，又名薩米特維爾（Summitville），是位於美國密蘇里州華盛頓縣的非建制地區。

## 歷史
名為薩米特維爾的郵局於1882年設立，1886年更名為薩米特，其後於1928年停運。

## 地理
薩米特所處的海拔為高於海平面307米（即1007英呎），而該地所採用的時區為UTC-6，即北美中部時區（CST）。同時該地設有夏令時間，為UTC-6調快一小時，即UTC-5（CDT）。